# Listování
Projekt LiStOVáNí probíhá od roku 2003 a jeho cílem je představit divákům všech generací zajímavé knihy neotřelou formou tzv. scénického čtení. Jedná se o atraktivní spojení literatury a divadelního představení, často oživené kostýmy, rekvizitami, vizuálními efekty (např. barevným osvětlením) nebo hudebními prvky. Klíčovou součástí představení je kniha – hraje zde důležitou roli nejen jako zdroj příběhu, ale mnohdy také jako jedna z rekvizit. Záměrem autorů je na knihu upozornit jako na neoddělitelnou součást života. Projekt tak zároveň funguje jako nástroj podpory rozvoje čtenářství, obzvlášť u dětských diváků. 
Od běžného scénického čtení, jež se obvykle omezuje pouze na dramatickou recitaci textu, se představení projektu LiStOVáNí liší především mírou kreativity, jaká je účinkujícími vynaložena na vizualizaci textu. V závislosti na prostorových možnostech jsou při představení využívány kulisy a výpravné rekvizity, jako např. stoly nebo židle. Kromě knihy, kterou během představení disponují všichni herci, jsou pro oživení často využívány i jiné hrací rekvizity, stejně tak se téměř vždy setkáváme s kostýmy, ilustrujícími příběh. Nedílnou součástí mnoha představení je hudba a pěvecké či taneční vložky. Důležitou součástí představení je interakce s diváky. Účinkující s nimi komunikují, někdy se i některý z diváků dočasně stává členem hereckého souboru a s knihou v ruce se účastní vystoupení.

## Historie
Své počátky má LiStOVáNí v Českých Budějovicích, kde v roce 2003 proběhlo v místním knihkupectví jeho první představení. Následovala inscenace v Havlíčkově Brodě, krátce na to se konalo několik předčítání v Praze na Obratníku a v Brně na Skleněné louce. Ta projekt dále trvale hostila až do roku 2007, kdy byl pro narůstající počet diváků přesunut do prostorově lépe vyhovujícího Hadivadla. 
Dnes projekt pravidelně působí hned na pěti stálých scénách, a to v Brně (Hadivadlo, Reduta), Praze (Divadlo Minor, Nová scéna), Českých Budějovicích (Jihočeské divadlo), Havlíčkově Brodě a Bratislavě. Kromě toho se také konají četná vystoupení v menších divadlech, ve veřejných knihovnách a na základních a středních školách. Ročně soubor odehraje až 300 představení asi v 80 českých a slovenských městech. 

## Účinkující
Autory projektu jsou herci Lukáš Hejlík, Pavel Oubram a Věra Hollá. Tato trojice herců společně studovala na Vyšší škole herecké v Praze pod vedením Jana Hartla, Evy Hodinové a Heleny Glancové. Po absolutoriu v roce 2002 společně získali angažmá v Jihočeském divadle v Českých Budějovicích, kde také projekt LiStOVáNí později vznikl. 
V současné době zde kromě zakladatelů projektu příležitostně působí kolem třinácti dalších herců, především z brněnských a pražských domovských scén (mj. např. Alan Novotný, Jakub Zedníček nebo Petra Bučková). Jednoho představení se účastní obvykle tři, nanejvýš čtyři účinkující, střídající se v různých rolích podle potřeby. Součástí hereckého "ansámblu" se často stává i samotný/a autor/ka literární předlohy. 

## Repertoár
V repertoáru projektu LiStOVáNí najdeme knihy jak pro děti a mládež, tak i pro dospělé. Účinkující mají snahu repertoár pravidelně obměňovat, aby měli možnost divákům představit co nejvíce knih. Ty jsou vybírány z děl různých žánrů od českých i zahraničních autorů, z těch nejznámějších zde můžeme zmínit např. Roberta Fulghuma, Woodyho Allena nebo Arnošta Lustiga, ze starších děl díky projektu ožily knihy Karla Havlíčka Borovského. V současné době má LiStOVáNí v repertoáru asi 120 knih, a každý měsíc soubor představuje novou. Pozornosti pořadatelů se kromě prozaických děl hojně těší také knihy nebetristických žánrů, jako je populárně-naučná literatura, biografie nebo kuchařky. 
Knihy jsou pro potřeby projektu zpracovávány takovým způsobem, aby jejich přečtení zabralo asi hodinu, maximálně hodinu a půl. Představení pro děti pak mohou být kratší (obvykle kolem třiceti minut).

## LiStOVáNí a podpora čtenářství
Projekt LiStOVáNí představuje divákům knihy zábavnou a snadno stravitelnou formou. Stává se tak prostředníkem mezi knihovnou a potenciálním čtenářem, jemuž nenásilným způsobem "doporučí" zajímavou četbu. Tato funkce projektu má význam především při představeních konaných pro žáky základních škol, mezi nimiž obecně zájem o čtení knih upadá. Při předčitání dětských knih se herci snaží malé diváky zaujmout i jinými divadelními prvky, např. výraznými kostýmy, tancem, hudebními čísly, nebo se je pomocí rozhovorů a her pokouší vtáhnout do děje, a poukázat tak na zábavnou stránku četby. Jejich cílem je u dětí „probudit zájem o čtení a sebevzdělávání". Vliv projektu na čtenost prezentovaných knih výrazně stoupá také díky možnosti zakoupení těchto děl přímo na místě konání představení. 
Za propagaci knižní kultury získal projekt LiStOVáNí v roce 2011 výroční cenu nadace Český literární fond.